# Khushwant Singh
Khushwant Singh (Hadali, 2 de febrero de 1915-Nueva Delhi, 20 de marzo de 2014) fue un novelista y periodista indio. Un novelista Indo-Anglian, conocido por su secularismo mordaz, su sentido del humor y un amor perdurable por la poesía. Sus comparaciones de las características sociales y de comportamiento de los occidentales y los indios, se atan con ingenio ácido. Se desempeñó como editor de varias revistas literarias y de prensa, así como dos periódicos de gran formato, a través de los años 1970 y 1980.

## Biografía

### Carrera
Singh ha editado Yojana, una revista del gobierno de la India, The Illustrated Weekly of India, un semanario, y dos importantes periódicos de la India, The National Herald y el Hindustan Times. Durante su mandato, The Weekly Illustrated se convirtió en semanario preeminente de la India, con su circulación elevada de 65.000 a 400.000. Después de trabajar durante nueve años en el semanario, el 25 de julio de 1978 una semana antes de retirarse, la dirección le pidió retirarse "con efecto inmediato". El nuevo editor se instaló el mismo día. Después de la partida de Singh, el semanario sufrió una enorme caída en número de lectores.

### Muerte
Singh murió por causas naturales el 20 de marzo de 2014 en su residencia con sede en Delhi, a la edad de 99. Su muerte fue condolencias por muchos incluyendo al presidente, vicepresidente y primer ministro de la India.

## Obras

### Libros
- The Mark of Vishnu and Other Stories, 1950
- The History of Sikhs, 1953
- Train to Pakistan, 1956
- The Voice of God and Other Stories, 1957
- I Shall Not Hear the Nightingale, 1959
- The Sikhs Today, 1959
- The Fall of the Kingdom of the Punjab, 1962
- A History of the Sikhs, 1963[6]
- Ranjit Singh: The Maharajah of the Punjab, 1963
- Ghadar 1915: India's first armed revolution, 1966
- A History of the Sikhs, 1966 (2nd edition)[7]
- A Bride for the Sahib and Other Stories, 1967
- Black Jasmine, 1971
- Tragedy of Punjab, 1984
- Delhi: A Novel, 1990
- Sex, Scotch and Scholarship: Selected Writings, 1992
- Not a Nice Man to Know: The Best of Khushwant Singh, 1993
- We Indians, 1993
- Women and Men in My Life, 1995
- Uncertain Liaisons; Sex, Strife and Togetherness in Urban India, 1995
- Declaring Love in Four Languages, por Khushwant Singh y Sharda Kaushik, 1997
- The Company of Women, 1999
- Truth, Love and a Little Malice (una autobiografía), 2002
- With Malice towards One and All
- The End of India, 2003
- Burial at the Sea, 2004
- Paradise and Other Stories, 2004
- A History of the Sikhs: 1469-1838, 2004[8]
- Death at My Doorstep, 2005
- A History of the Sikhs: 1839-2004, 2005[9]
- The Illustrated History of the Sikhs, 2006
- Why I Supported the Emergency: Essays and Profiles, 2009
- The Sunset Club, 2010
- Agnostic Khushwant Singh, There is no GOD, 2012
- The Good, the Bad and the Ridiculous, 2013 (Coautor con Humra Qureshi)

### Colecciones de cuentos cortos
- The Mark of Vishnu and Other Stories. London, Saturn Press, 1950.
- The Voice of God and Other Stories. Bombay, Jaico, 1957.
- A Bride for the Sahib and Other Stories. New Delhi, Hind, 1967.
- Black Jasmine. Bombay, Jaico, 1971
- The Collected Stories. N.p., Ravi Dayal, 1989.
- The Portrait of a Lady
- The Strain
- Success Mantra
- A Love Affair In London
- ना काहू से दोस्‍ती ना काहू से बैर

### Filmografía
Televisión Documental: Third World—Free Press (también presentador; serie Third Eye), 1982 (UK).